# Karstboszanger
De karstboszanger (Phylloscopus calciatilis) is een zangvogel uit de familie Phylloscopidae.

## Kenmerken
De vogel heeft een gele buik en groene vleugels.

## Verspreiding en leefgebied
Deze soort komt voor in de wouden van Vietnam en Laos.

## Ontdekking
De vogel werd voor het eerst door biologen waargenomen in 1994, maar werd niet als nieuwe soort beschouwd. Pas in 2009 werd aan de hand van DNA-onderzoek en morfologisch onderzoek duidelijk dat het om een aparte soort gaat. Aanvankelijk werd de soort verward met de goudkroonboszanger (Phylloscopus ricketti), maar de zang en het kleurenpatroon zijn toch significant verschillend. Volgens het onderzoek zou de soort ook meer verwant zijn met de orpheusboszanger (Phylloscopus cantator), die overigens minder goed op karstboszanger lijkt.